# Trouillas
Trouillas ( in catalano: Trullars) è un comune francese di 1 721 abitanti situato nel dipartimento dei Pirenei Orientali nella regione dell'Occitania.

## Società

### Evoluzione demografica
Abitanti censiti